# Thomas William Corbett
Thomas William Corbett, britanski general, * 1888, † 1981.